# Economia de Mato Grosso
Durante o período colonial do Brasil, a capitania de São Paulo (atualmente Mato Grosso) todo o comércio era o monopólio da capitania para a Metrópole, Portugal. Os principais sistemas produtivos eram a mineração, cana-de-açúcar, erva-mate, poaia, borracha e pecuária.
A mineração foi o principal motivo do sustento dos habitantes na região durante as expedições Bandeirantes no século XVIII. A mão-de-obra era de escravos negros e índios e a fiscalização muito rígida ordenada pela coroa em Portugal. A pirâmide social baseava-se somente em mineradores e escravos.
A cana-de-açúcar foi trazida do litoral do Brasil e dividiu-se em duas etapas, os engenhos no século XVIII e século XIX e as usinas no século XIX e século XX. A diferença entre as duas épocas são a mão-de-obra nos engenhos era escrava e nas usinas eram escrava e também livres, o consumo nos engenhos eram internos e nas usinas eram internos e externos com a abertura de vias de escoação pelos rios, a produção chegava a outras partes do Brasil.
A erva-mate durou aproximadamente de 1882 a 1947 com o pioneirismo de Tomás Laranjeira como consta no decreto  de 1879 do Marechal Deodoro da Fonseca dando a permissão para o cultivo. No início vários imigrantes de áreas ervatais do Paraguai vieram a Mato Grosso mas as condições para a produção eram muito desfavoráveis, não havia infraestrutura causando muitas doenças. A produção na década de 1920 alcançou seu ápice e devido ao cancelamento do decreto a partir de 1937 até o fim das ervas em 1947.
A poaia foi um dos principais produtos de exportação para Europa durante o século XIX para a fabricação de remédios. Seu nome científico é Cephaeles Ipecapuanha.
A borracha era extraída da mangabeira nas matas às margens das baias do Paraguai e Amazonas. O látex, extraído das árvores, era exportado e para consumo interno.
A Pecuária, criação de gados e porcos ajudou muito a economia de MT, entre o século XVII e XIX.

## Setor primário
O Mato Grosso tem a economia baseada na agropecuária, principalmente na produção de soja e na criação de gado.
A região Centro-Oeste tem sua economia baseada no setor da agricultura. Há outros também, como: o extrativismo mineral e vegetal, a indústria e etc. O Produto Interno Bruto (PIB) da região é de cerca de R$ 279 bilhões, isso, de acordo com o Instituto Brasileiro de Geografia e Estatística (IBGE).
No segmento da agricultura há o cultivo de milho, mandioca, abóbora, feijão e arroz. Além disso, os grãos que eram plantados nas regiões sul e sudeste também vêm para o Centro-Oeste, que são o café, o trigo e a soja.
Na economia mato-grossense, a agricultura e a pecuária se sobressaem. A agricultura com a exportação de grãos. A soja é o principal cultivo e produto das exportações. Na época colonial, os principais produtos agrícolas eram a cana-de-açúcar, soja, turismo, algodão, erva-mate, a poaia, e a borracha. A criação de gados era outra comum do período. Hoje, focado na questão da exportação de grãos, Mato Grosso possui oito municípios no ranking dos dez mais ricos. São responsáveis por 65% das exportações da região Centro-Oeste. No país, é o segundo maior exportador de grãos. O Produto Interno Bruto do Mato Grosso totaliza cerca de 42 bilhões de reais. A soja virou moeda de troca no Centro-Oeste, e paga até cirurgia plástica, na onda dos preços altos nos mercados de commodities agrícolas. Em Mato Grosso, maior produtor de soja do país, a lavoura vai além do que à vista alcança. Os grãos viraram moeda forte e até substituem o dinheiro. Numa concessionária, pelo menos 10 carros que são vendidos todo mês, saem do lugar em troca de soja. "É feita toda uma triagem do produtor, um cadastro, uma checagem se o produtor realmente tem a soja, uma checagem no armazém”

### Agricultura
O Centro-Oeste produz 46% dos cereais, leguminosas e oleaginosas do país: 111,5 milhões de toneladas em 2020.
O Mato Grosso lidera como maior produtor nacional de grãos do país, com uma participação de 28,0%, em 2020.
Mato Grosso é o maior produtor de soja do Brasil, com 26,9% do total produzido em 2020 (33,0 milhões de toneladas), e o 3º maior produtor de feijão, com 10,5% da produção brasileira.
Na cana-de-açúcar, o Mato Grosso está em 6º lugar no Brasil, com 16 milhões de toneladas colhidas em 2019/20.
Em 2017, o Mato Grosso era o maior produtor de milho do país com 58 milhões de toneladas.
O Mato Grosso é também o maior produtor de algodão do Brasil, com cerca de 65% da produção nacional (1,8 dos 2,8 milhões de toneladas colhidos no país em 2018).
No girassol, o estado foi o maior produtor nacional em 2019, com 60 mil toneladas.
Na produção de mandioca, o Brasil produziu um total de 17,6 milhões de toneladas em 2018. Mato Grosso produziu 287 mil toneladas neste ano.

#### Pecuária
Em 2019, o rebanho bovino de Mato Grosso chegou à marca de 30 milhões de cabeças de gado. O estado tem o maior rebanho bovino do país, representando sozinho quase 14% da produção nacional.
Em 2018, Mato Grosso era o quinto maior produtor de carne suína do país, com um plantel de aproximadamente 178 mil matrizes e um rebanho que gira em torno de 2,5 milhões de animais.

#### Mineração
Em 2017, o estado teve 1,15% de participação na mineração nacional (quinto lugar no país). Mato Grosso teve produção de ouro (8,3 toneladas a um valor de R$ 1 bilhão), principalmente na cidade de Peixoto de Azevedo, e estanho (536 toneladas a um valor de R$ 16 milhões). Além disso, nas pedras preciosas, o estado é o 2º maior produtor nacional de diamante, tendo extraído 49 mil quilates no ano de 2017. A cidade de Juína é a principal nesta atividade no estado. O estado também tem uma pequena produção de safira e jaspe.

## Setor secundário

### Indústria
Mato Grosso tinha em 2017 um PIB industrial de R$ 17 bilhões, equivalente a 1,4% da indústria nacional. Empregava 141.121 trabalhadores na indústria. Os principais setores industriais são: Construção (32,0%), Alimentos (27,9%), Serviços Industriais de Utilidade Pública, como Energia Elétrica e Água (18,6%), Bebidas (4,5%) e Derivados de petróleo e biocombustíveis (3,9%). Estes 5 setores concentram 86,9% da indústria do estado.

#### Energia
Cuiabá gera uma parte da energia elétrica consumida pelo estado. Próximo ao Distrito Industrial, funciona a Usina Termelétrica de Cuiabá. Concluída em 2002 e abastecida com gás natural boliviano, através de um ramal do Gasoduto Brasil-Bolívia. A usina atualmente tem capacidade de produção de 480 megawatts (MW) e sua capacidade instalada em 529 megawatts, ajudando a reduzir a dependência do estado da importação de energia do Sistema Interligado Nacional.

#### Usinas hidrelétricas integradas ao SIN
| # | Usina hidrelétrica           | Rio             | Bacia              | Sub-bacia | Estado | Potência instalada | Início de operação | Proprietário ou acionistas     | Observação            |
| - | ---------------------------- | --------------- | ------------------ | --------- | ------ | ------------------ | ------------------ | ------------------------------ | --------------------- |
|   | Teles Pires                  | Rio Teles Pires | Amazônica          | Tapajós   | MT PA  | 1819,8 MW          | 2015               | Eletrobras                     |                       |
|   | São Manoel                   | Rio Teles Pires | Amazônica          | Tapajós   | MT PA  | 700 MW             | 2018               | EDP Brasil, CTG Brasil, Furnas | Operada por consórcio |
|   | Sinop                        | Rio Teles Pires | Amazônica          | Tapajós   | MT     | 401,88 MW          | 2019               | Eletronorte, CHESF             | Operada por consórcio |
|   | Colíder                      | Rio Teles Pires | Amazônica          | Tapajós   | MT     | 300 MW             | 2019               | COPEL                          |                       |
|   | Dardanelos                   | Rio Aripuanã    | Amazônica          | Madeira   | MT     | 261 MW             | 2011               | Neoenergia, Eletronorte, CHESF | Operada por consórcio |
|   | Manso                        | Rio Manso       | Paraguai           | Cuiabá    | MT     | 210 MW             | 2000               | Furnas                         | Operada por consórcio |
|   | Ponte de Pedra               | Rio Correntes   | Paraguai           | Cuiabá    | MT MS  | 176,1 MW           | 2005               | Engie Brasil                   |                       |
|   | Itiquira I e II              | Rio Itiquira    | Paraguai           | Cuiabá    | MT     | 157,37 MW          | 2002               |                                |                       |
|   | Cachoeira Couto de Magalhães | Rio Araguaia    | Araguaia-Tocantins | Araguaia  | GO MT  | 150 MW             | (em construção)    | Energisa                       |                       |
|   | Jauru                        | Rio Jauru       | Paraguai           | Paraguai  | MT     | 121,5 MW           | 2003               | Queiroz Galvão Energia         |                       |
|   | Guaporé                      | Rio Guaporé     | Amazônica          | Madeira   | MT     | 120 MW             | 2003               | Energisa                       | Operada por consórcio |

## Setor terciário

#### Transportes

Sistema rodoviário brasileiro, com as rodovias duplicadas destacadas em vermelho

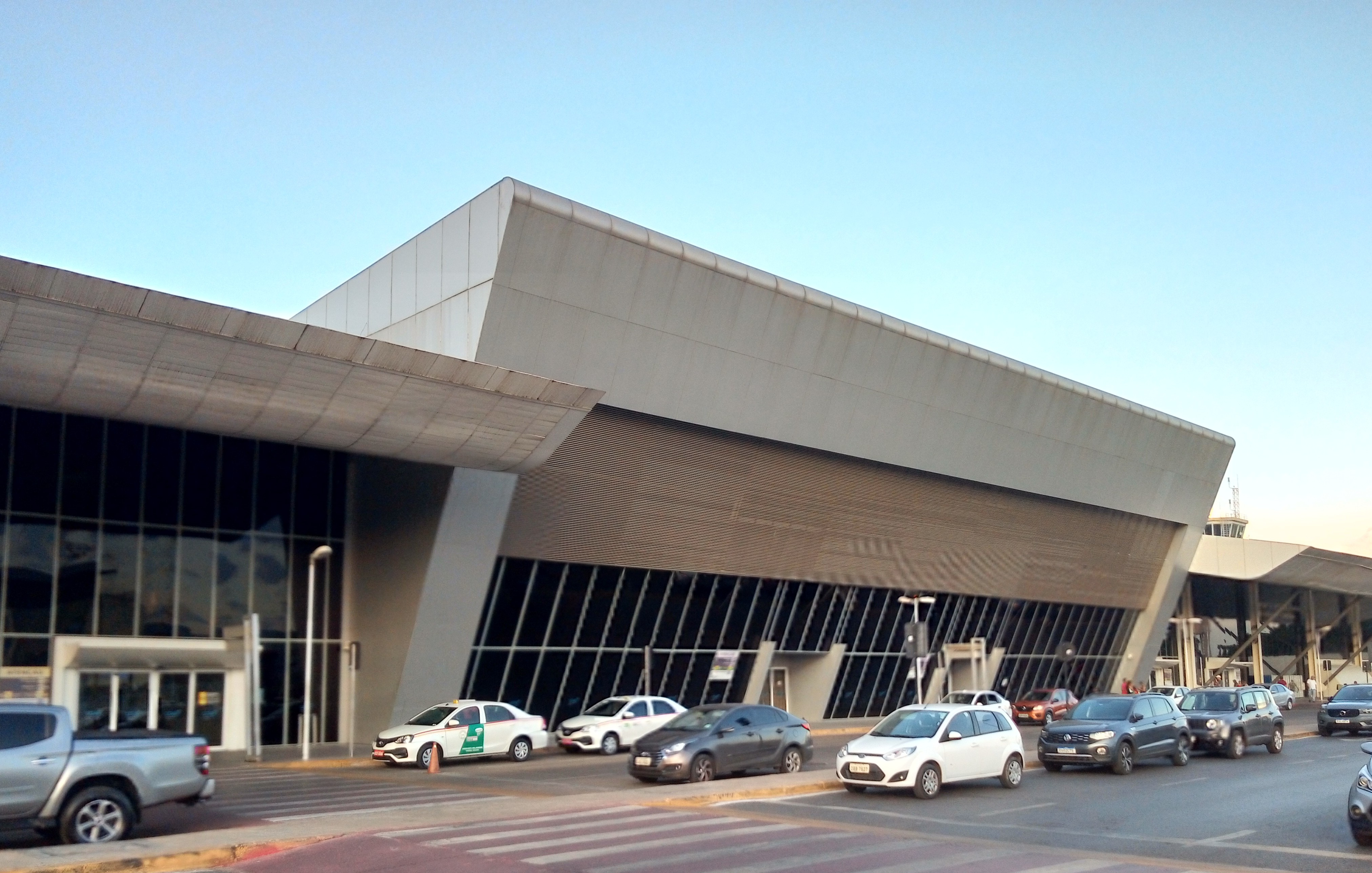
Aeroporto Internacional Marechal Rondon, em Várzea Grande, região metropolitana de Cuiabá

Situada no centro geográfico do Brasil, Mato Grosso possui uma rede de transportes pouco desenvolvida, mas em franca expansão, principalmente na área rodoviária.
As principais rodovias do estado são:
- A BR-364, que corta o estado no sentido Leste-Oeste, ligando Mato Grosso tanto ao Sudeste do país (e à portos como o de Santos), quanto à Rondônia, Acre e aos portos do Peru via Estrada do Pacífico. A distância entre Cuiabá e o Porto de Santos é de 1640 km. Cuiabá fica a 1400 km de Porto Velho, 1900 km de Rio Branco, a 3290 km da cidade portuária peruana de Ilo e a 3900 km da cidade portuária peruana de Matarani;
- A BR-163 (Cuiabá-Santarém), que corta o estado no sentido Norte-Sul, ligando o estado tanto ao Mato Grosso do Sul, quanto ao Rio Amazonas via estado do Pará, por consequência, aos portos da área de Santarém, que escoam a produção da agropecuária local. É a área portuária mais próxima da maioria das cidades do Mato Grosso: da divisa MT-PA até Santarém são 1000 km, de Sinop (no norte do estado) a Santarém a distância é de 1300 km, e de Cuiabá a Santarém são 1760 km. Futuramente, haverá a possibilidade de exportação pela rota do Corredor bioceânico, que ligará o Brasil aos portos do Chile, sendo a distância entre Cuiabá e Antofagasta de quase 3200 km, passando por Campo Grande-MS, Paraguai e o norte da Argentina;
- A BR-070, que liga Cuiabá a Brasília;
- A BR-158, que margeia o leste do estado, ligando Mato Grosso a Belém, no Pará;
- A MT-060 (Transpantaneira, rodovia turística que liga Cuiabá a Corumbá e a muitos outros trechos do Pantanal Mato-grossense).

O estado dispõe, ainda, de vários aeroportos devido ao seu grande tamanho. O maior é o Aeroporto Internacional de Cuiabá, mas há vários aeroportos menores importantes, como o Aeroporto de Alta Floresta (que tem a 4ª maior pista da região Centro Oeste), o Aeroporto de Cáceres e o Aeroporto de Barra do Garças, entre outros.
Em termos de ferrovia, destaca-se a Ferrovia Norte Brasil, que estabelece a ligação com o Sudeste.
A Ferronorte interliga Mato Grosso ao Porto de Santos, em São Paulo. Conta com quatro terminais: Alto Araguaia, Alto Taquari, Itiquira (Mato Grosso) e Rondonópolis(Sendo este o maior terminal intermodal da América Latina), e são responsáveis pelo escoamento de grande parte da produção agrícola do estado. Desde 2015 a ferrovia encontra-se em posse/concessão da Rumo Logística.
Apesar dos rios que banham o estado apresentarem boas condições de navegação, as Hidrovias em Mato Grosso, em geral, são menos utilizadas e envolvem polêmicas com questões ambientais e sociais, sendo que muitas obras encontram-se embargadas atualmente. As principais hidrovias são: Paraguai-Paraná, Rio das Mortes-Araguaia-Tocantins e Madeira-Amazonas
O transporte ainda é deficiente devido às grandes distâncias e ao fato do estado estar passando por um desenvolvimento em fase ainda inicial, portanto, somente nos últimos anos o Governo Federal vem investindo mais pesadamente na região. As melhorias mais importantes recentes para o estado, de forma direta ou indireta, foram as obras de duplicação da rodovia entre Cuiabá e Rondonópolis (que chegou a 85% de conclusão em 2019) , e o asfaltamento da BR-163 no Estado do Pará, finalizado em novembro de 2019, o que possibilitou uma melhoria logística sem precedentes no escoamento das safras do Mato Grosso.

#### Turismo
O estado do Mato Grosso tem uma das entradas para o Pantanal na cidade de Poconé. Sua capital, Cuiabá, hoje está focada no turismo de negócios, sendo destino de vários congressos e feiras de devido a sua ótima estrutura hoteleira e de centros de eventos.
A cidade de Chapada do Guimarães, distante 65 km da capital, é o principal destino dos turistas que vêm a Mato Grosso. O grande atrativo é a natureza exuberante formada por paredões com formações rochosas, grutas, mirantes e cachoeiras, que juntamente com a flora e a fauna, principalmente os pássaros, atraem muitos turistas brasileiros e estrangeiros. O Parque Nacional de Chapada dos Guimarães reúne todas essas atrações e tem uma boa infraestrutura com quiosques, restaurante, banheiros e guias para receber bem o turista.
A cidade de Nobres fica a 120 km de Cuiabá e disponibiliza rios de águas transparentes para a prática da flutuação, onde pode-se observar diversas espécies de peixes.
Mais ao sul do estado, destacam-se os balneários de águas quentes naturais localizados nas cidades de Juscimeira e Jaciara, onde também está localizada a Cachoeira da Fumaça, complexo de rios e cachoeiras muito procurados para a prática do rafting.